# Charles Frédéric Gerhardt
Charles Frédéric Gerhardt, född 21 augusti 1816 i Strasbourg, död 19 augusti 1856 i Strasbourg, var en fransk kemist.
Gerhardt var professor i kemi i Montpellier 1844-1848. Han flyttade sedan till Paris, där han inredde ett privatlaboratorium, 1855 blev han professor i Strasbourg. Tillsammans med Auguste Laurent utredde Gehardt begreppen molekyl, atom och ekvivalent och fastställde skillnaden mellan dem. Hans största betydelse faller inom den organiska kemin, där han utvecklade sin typteori, som var en viktig föregångare till den moderna strukturkemin. Gerhardt bestämde den kemiska formeln för acetylsalicylsyra.